# 施瓦本格明德
施瓦本格明德（德語：Schwäbisch Gmünd，發音：[ˈʃvɛːbɪʃ ˈɡmʏnt] ⓘ）是德国巴登-符腾堡州斯图加特行政区奥斯特阿尔布县的城市，面积113.78平方千米，2023年12月31日人口为62,726人。
施瓦本格明德自13世纪起至1802年并入符腾堡前，一直是一个自治的帝国城市。

## 友好城市
施瓦本格明德与以下城市结为友好城市：
- 英国 巴恩斯利（1971年）
- 法國 昂蒂布（1976年）
- 美国 伯利恒（1991年）
- 匈牙利 塞克什白堡（1991年）
- 義大利 法恩扎（2001年）